# Madinat Al Gharbia
Madinat Al Gharbia, Medinat El Gharbia, Gharbiya ou simplesmente Madinat ("cidade" em árabe) é uma antiga cidade abandonada de Marrocos, situada nas planícies da região de Doukkala, a 20 km de Oualidia e 55 km a nordeste de Safim (distâncias por estrada). No passado foi também conhecida pelos nomes Mouchtaraya e Mouchnzaya, o nome da tribos berbere dos Masmudas que a fundaram.
A cidade é rodeada por muralhas flanqueadas por 18 torres aproximadamente equidistantes. O acesso à cidade era feito por três portas ainda visíveis: a de Marraquexe a leste, a de Oualidia a oeste e a de Safim a sul. Sobre cada porta há um bastião e sobre cada troço de muralha há três bastiões. O espaço interior limitado pelas muralhas, as torres e as portas provam a importância da cidade no passado.

## História
A cidade foi fundada cerca do século V d.C. e alegadamente teria sido uma das maiores cidades do Magrebe nos seus primeiros tempos. Foi destruída uma primeira vez em 667, sendo reconstruída e repovoada por ordem de um sultão merínida (séculos XIII–XV). Algumas fontes referem uma segunda destruição em data incerta por motivos desconhecidos. Segundo algumas fontes, Madinat Al Gharbia foi a capital da região de Doukkala e dos Masmouda até ao início do século XVI, quando foi ocupada pelos portugueses.
A cidade foi descrita por viajantes como ibne Alcatibe (1313–1374), Leão, o Africano (ca.  1494–1554) e Luis del Mármol (1520–1600). Este último refere a riqueza do urbanismo e da agricultura e o elevado número de habitantes. Em 1513 foi ocupada pelos portugueses, o que levou o irmão do sultão oatácida[a] a arrasá-la e a deportar a maior parte da sua população para Fez em 1515. Outras fontes omitem esta destruição e deportação e mencionam os mesmos feitos ao sultão saadiano Maomé Axeique, que em 1521 teria destruído a cidade como represália pela colaboração com os portugueses.[carece de fontes?] A cidade foi repovoada pouco tempo depois durante um curto período, após o qual foi definitivamente abandonada.
Atualmente as ruínas encontram-se em terras agrícolas exploradas pelos camponeses locais. A maior parte das casas desapareceram e a arquitetura e materiais de construção das que foram restauradas nada têm que ver com a traça original. Alguns locais foram transformados em lixeiras.